# 千葉日建工科専門学校
千葉日建工科専門学校（ちばにっけんこうかせんもんがっこう）は、千葉県千葉市中央区新千葉2丁目20-1にある建築の専修学校。建築士試験受験資格認定校。学校法人日建千葉学園が運営する。

## 設置学科
- 建築CAD技術科（全日制）
- 建築デザイン研究科（全日制）